# Friedrich Dorn
Friedrich Dorn foi um físico alemão.

## Biografia
Dorn foi um diretor escolar, atuando na Landesanstalt für Naturwissenschaftlichen Unterricht em Stuttgart, mais tarde no Institut für Bildungsplanung und Studieninformation, também em Stuttgart. De 1953 a 1973 dirigiu a Landesanstalt für den Physikunterricht. Tinha o título de professor. Com Franz Bader publicou a obra que teve diversas edições para física em ginásios conhecida como Dorn Bader. A obra foi publicada a primeira vez em 1957.

## Obras
- Physik, Hermann Schroedel Verlag, Hannover, 1947
- Meyer vier, Sie kennen sich doch aus in Physik!, Franckh-Kosmos, Stuttgart, 1958
- Schlaumeyer weiss alles, Franckh, Stuttgart, 1961
- Deutsches Abiturienten-Lexikon / Physik, Kindler 1968